# 12.º distrito congresional de Carolina del Norte
El 12.º distrito congresional es un distrito congresional que elige a un Representante para la Cámara de Representantes de los Estados Unidos por el estado de Carolina del Norte.  Según la Oficina del Censo, en 2011 el distrito tenía una población de 721 005 habitantes. Actualmente el distrito está representado por el Demócrata Mel Watt.

## Geografía
El 12.º distrito congresional se encuentra ubicado en las coordenadas 35°38′47″N 80°26′33″O / 35.64639, -80.44250.

## Demografía
Según la Oficina del Censo de los Estados Unidos, en 2011 había 721 005 personas residiendo en el 12.º distrito congresional. De los 721 005 habitantes, el distrito estaba compuesto por 335 854 (46.6%) blancos; de esos, 325 814 (45.2%) eran blancos no latinos o hispanos. Además 316 947 (44%) eran afroamericanos o negros, 2 695 (0.4%) eran nativos de Alaska o amerindios, 27 153 (3.8%) eran asiáticos, 330 (0%) eran nativos de Hawái o isleños del Pacífico, 34 395 (4.8%) eran de otras razas y 13 671 (1.9%) pertenecían a dos o más razas. Del total de la población 83 103 (11.5%) eran hispanos o latinos de cualquier raza; 49 092 (6.8%) eran de ascendencia mexicana, 5 865 (0.8%) puertorriqueña y 1 145 (0.2%) cubana. Además del inglés, 2 484 (10.2%) personas mayor a cinco años de edad hablaban español perfectamente.
El número total de hogares en el distrito era de 277 784, y el 62.4% eran familias en la cual el 30.6 tenían menores de 18 años de edad viviendo con ellos. De todas las familias viviendo en el distrito, solamente el 38.4% eran matrimonios. Del total de hogares en el distrito, el 5.5 eran parejas que no estaban casadas, mientras que el 0.4% eran parejas del mismo sexo. El promedio de personas por hogar era de 2.5. 
En 2011 los ingresos medios por hogar en el distrito congresional eran de US$36 757, y los ingresos medios por familia eran de US$55 720. Los hogares que no formaban una familia tenían unos ingresos de US$105 350. El salario promedio de tiempo completo para los hombres era de US$40 017 frente a los US$30 398 para las mujeres. La renta per cápita para el distrito era de US$19 980. Alrededor del 18.7% de la población estaban por debajo del umbral de pobreza.